# Selysioneura virgula
Selysioneura virgula là loài chuồn chuồn trong họ Isostictidae. Loài này được Lieftinck mô tả khoa học đầu tiên năm 1959.